# Orvos-Tóth Noémi
Orvos-Tóth Noémi (Karcag, 1971–) magyar klinikai szakpszichológus.

## Életútja
Általános iskolai tanulmányait Karcagon kezdte, majd 1982-től Szentendrén folytatta és itt is fejezte be. 1986–87-ben a Debreceni Református Kollégium diákja volt. 1987 nyarán családjával elhagyta Magyarországot és három évig egy menekülttáborban élt az NSZK-ban. Gimnáziumi tanulmányait Ulmban folytatta.
1990-ben az első szabad választás után családjával hazatért. Ezt követően a Miskolci Bölcsész Egyesület Business School képzését végezte el és édesapja gépipari vállalkozásában dolgozott, majd egy multi cégnél projekt menedzserként tevékenykedett.
2002-ben kezdte az Eötvös Loránd Tudományegyetem Bölcsészettudományi Karán pszichológiai tanulmányait. Fő érdeklődési területei a transzgenerációs átadások, a korai kötődés felnőtt párkapcsolatokra gyakorolt hatásai és a traumák élethosszig tartó befolyása. 2018-ban jelent meg első önálló könyve az Örökölt sors.

## Művei
- Örökölt sors – Családi sebek és a gyógyulás útjai, Kulcslyuk, Budapest (2018)[4]
- Egy nárcisztikus hálójában. Felépülés egy érzelmileg bántalmazó kapcsolatból; HVG Könyvek, Budapest, 2018 (A terapeuta esetei)[5]
- Szabad akarat, Jelenkor, Budapest (2021)[6]